# Hamilton, Joe Frank & Reynolds
Hamilton, Joe Frank & Reynolds waren ein US-amerikanisches Pop-Rock-Trio aus Los Angeles. Mit Songs wie Don’t Pull Your Love und dem Nummer-eins-Hit Fallin’ in Love waren sie in der ersten Hälfte der 1970er Jahre erfolgreich.

## Bandgeschichte

### Vorgeschichte und erster Hit
Thomas Rinaldo alias Tommy Reynolds hatte bereits in den frühen 1960er Jahren eine eigene Instrumentalband mit dem Namen Tommy Rey and the Caribe Steel Band. Um 1965 gehörte er mit Dan Hamilton und Joe Frank Carollo zu Joe-Saraceno-Projekt The T-Bones, das mit dem Instrumentaltitel No Matter What Shape (Your Stomach’s In) einen Tophit hatte. Die Aufnahmen wurden zwar bis auf ein letztes Album 1966 von anderen Studiomusikern aufgenommen, die drei waren aber zusammen mit Dans Bruder Judd und Gene Pello das „Gesicht“ der Band und sie absolvierten die Liveauftritte.
Reynolds gehörte danach der Band Shango an, die sich aber nach zwei Singleveröffentlichungen wieder auflösten. Dan Hamilton war nicht als Bandmitglied, aber als Songwriter beteiligt. Er hatte zuvor auch schon für Tommy Rey, die T-Bones und 1965 den Instrumentalhit Diamond Head für die Ventures geschrieben.
1970 schlossen sich Hamilton und Carollo und Reynolds unter ihren Vor- bzw. Nachnamen zu einer Popband im Stil von Three Dog Night zusammen. Gleich mit ihrer ersten Veröffentlichung, dem Song Don’t Pull Your Love, hatten Hamilton, Joe Frank & Reynolds ein Jahr später einen Millionenseller. Er erreichte Platz 4 der Billboard Hot 100. Ein Album, betitelt nach dem Trio, und zwei weitere Songs schafften es ebenfalls noch in die Charts. Das zweite Album Hallway Symphony konnte im folgenden Jahr aber nicht an den Erfolg anknüpfen, es schaffte es nur ans Ende der Billboard 200 und die Vorabsingle One Good Woman verpasste die Hot 100.

### Nummer-eins-Hit mit Dennison statt Reynolds
Reynolds verließ danach die  Band, die beiden anderen traten aber weiter mit Ersatzmusikern auf. Schließlich endete der Vertrag mit dem Label Dunhill. Mit Playboy Records fanden sie ein neues Label und auf Drängen des neuen Labels beschlossen die beiden Verbliebenen für ihre nächste Veröffentlichung Reynolds im Bandnamen zu belassen, um den Wiedererkennungswert weiter zu nutzen. Als Sänger kam aber Alan Dennison dazu. Außerdem schrieben Dan Hamilton und seine Frau Ann Marie sowie Dennison diesmal die Songs des Trios selbst.
Im Juni 1975 veröffentlichten sie in dieser Konstellation die Single Fallin’ in Love. Sie wurde nicht nur ihr zweiter Millionenseller, sondern erreichte Platz 1 der Singlecharts. Darüber hinaus war das Lied auch ein kleinerer Hit in den britischen Charts. Danach schafften es erneut auch noch zwei weitere Songs in die Charts und auch das nach dem Hitsong benannte Album Fallin’ in Love kam unter die Top 100.
1976 veröffentlichten sie gleich wieder ein Album und diesmal unter dem Namen Hamilton, Joe Frank & Dennison. Doch Love and Conversation kam nicht in die Charts und obwohl sie noch zwei kleinere Singlehits hatten, gab es danach keine neuen Aufnahmen mehr. 1980 löste sich das Trio auf. Die Hamiltons traten danach noch als Songwriter in Erscheinung und sie veröffentlichten in den 1980ern ein gemeinsames Album. Dan Hamilton starb 1994 im Alter von 48 Jahren, nachdem er am Cushing-Syndrom erkrankt war.
Im Jahr darauf nahm das deutsch-amerikanische Eurodance-Duo La Bouche eine Coverversion von Fallin’ in Love auf und hatte damit einen europaweiten Hit.

## Mitglieder
- Danny Robert Hamilton
  - * 1. Juni 1946 in Wenatchee; † 23. Dezember 1994 in Los Angeles
- Joe Frank Carollo
  - * 3. September 1939 in Leland
- Tommy Reynolds (bis 1973)
  - * in New York als Thomas Anthony Rinaldo
- Alan K. Dennison (ab 1973)
  - * in Marion

## Diskografie

### Alben
| Jahr | Titel                          | Höchstplatzierung, Gesamtwochen, AuszeichnungChartsChartplatzierungen (Jahr, Titel, Platzierungen, Wochen, Auszeichnungen, Anmerkungen) | Anmerkungen       |
| Jahr | Titel                          | US | Anmerkungen       |
| ---- | ------------------------------ | --- | ----------------- |
| 1971 | Hamilton, Joe Frank & Reynolds | US59 (15 Wo.)US | Dunhill/ABC 50103 |
| 1972 | Hallway Symphony               | US191 (4 Wo.)US | Dunhill/ABC 50113 |
| 1975 | Fallin’ in Love                | US82 (14 Wo.)US | Playboy 407       |

Weitere Alben
- Love and Conversation (Hamilton, Joe Frank & Dennison, 1976)
- Greatest Hits (Kompilation, 1995)
- The Playboy Years (Kompilation, 2005)

### Singles
| Jahr                               | Titel Album                                                 | Höchstplatzierung, Gesamtwochen, AuszeichnungChartplatzierungen (Jahr, Titel, Album, Platzierungen, Wochen, Auszeichnungen, Anmerkungen) | Höchstplatzierung, Gesamtwochen, AuszeichnungChartplatzierungen (Jahr, Titel, Album, Platzierungen, Wochen, Auszeichnungen, Anmerkungen) | Anmerkungen                                       |
| Jahr                               | Titel Album                                                 | UK | US | Anmerkungen                                       |
| ---------------------------------- | ----------------------------------------------------------- | --- | --- | ------------------------------------------------- |
| 1971                               | Don’t Pull Your Love Hamilton, Joe Frank & Reynolds         | — | US4 Gold · (14 Wo.)US | Autoren: Brian Potter, Dennis Lambert             |
| 1971                               | Annabella Hamilton, Joe Frank & Reynolds                    | — | US46 (7 Wo.)US | Autoren: Chris Arnold, David Martin, Geoff Morrow |
| 1971                               | Daisy Mae Hamilton, Joe Frank & Reynolds                    | — | US41 (11 Wo.)US | Autoren: Brian Potter, Dennis Lambert             |
| 1975                               | Fallin’ in Love                                             | UK33 (6 Wo.)UK | US1 Gold · (17 Wo.)US | Autoren: Dan Hamilton, Ann Hamilton               |
| 1975                               | Winners and Losers Fallin’ in Love                          | — | US21 (15 Wo.)US | Autoren: Dan Hamilton, Ann Hamilton               |
| 1976                               | Everyday Without You Fallin’ in Love                        | — | US62 (7 Wo.)US | Autoren: Dan Hamilton, Ann Hamilton               |
| als Hamilton, Joe Frank & Dennison |                                                             | | |                                                   |
|                                    |                                                             | | |                                                   |
| 1976                               | Light Up the World with Sunshine Love and Conversation      | — | US67 (5 Wo.)US | Autoren: Ben Findon, Geoff Wikens                 |
| 1976                               | Don’t Fight the Hands (That Need You) Love and Conversation | — | US72 (8 Wo.)US | Autoren: Jimmy George, Robert Caldwell            |